# Ptilonorhynchus violaceus
L'uccello giardiniere satinato (Ptilonorhynchus violaceus (Vieillot, 1816)) è un uccello passeriforme della famiglia Ptilonorhynchidae, nell'ambito della quale rappresenta l'unica specie ascritta al genere Ptilonorhynchus Kuhl, 1820.

## Etimologia
Il nome scientifico del genere, Ptilonorhynchus, deriva dall'unione delle parole greche πτιλον (ptilon, "piuma") e ῥυγχος (rhynchos/rhunkhos, "becco"), col significato di "dal becco piumato", in riferimento alle penne che attorniano le narici: il nome scientifico della specie, violaceus, è un chiaro riferimento alla livrea dei maschi.

## Descrizione

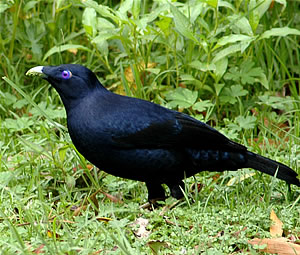
Maschio in natura.

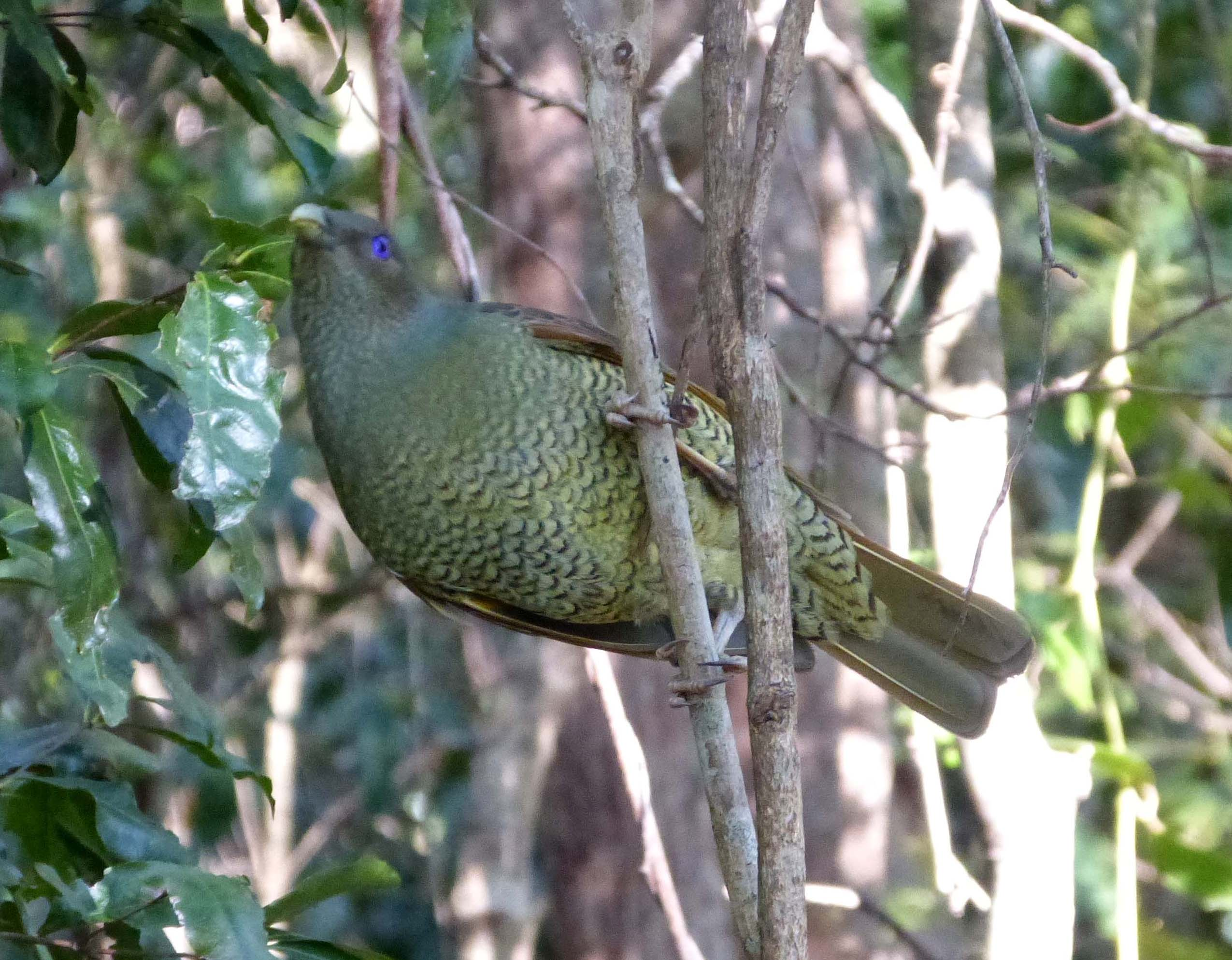
Giovane maschio nel parco nazionale di Lamington.

### Dimensioni
Misura 32,5 cm di lunghezza, per 170-290 g di peso: a parità d'età, i maschi sono leggermente più grossi e pesanti rispetto alle femmine.

### Aspetto
Si tratta di uccelli dall'aspetto robusto ma slanciato, muniti di testa dalla forma arrotondata e allungata con forte becco conico dall'estremità superiore ricurva verso il baso nella parte distale e dalla metà prossimale ricoperta di piume, zampe forti e allungate, ali digitate e coda di media lunghezza e di forma sottile e squadrata all'estremità.

Nel complesso, i maschi di uccello giardiniere satinato ricordano vagamente, per l'aspetto, la colorazione ed il portamento, alcuni corvi, mentre le femmine possono essere confuse con gli Uccelli gatto (dai quali è facile distinguerle per gli occhi di colore azzurro).
Il piumaggio presenta dicromatismo sessuale. Le femmine, infatti, presentano livrea più sobria, grigio-verdina su fronte, vertice, nuca e dorso, bruna su faccia (lati del becco, guance e area perioculare) copritrici, remiganti e coda e grigio-giallina su petto, fianchi e ventre, con le singole penne orlate di bruno scuro a donare alla zona un effetto a scaglie: i maschi, invece, sono interamente di colore nero, molto lucente (da cui il nome comune della specie) e con riflessi metallici blu-azzurri e violacei ben evidenti quando l'animale è nella luce diretta.
Il becco è di colore nerastro nelle femmine e grigio-giallastro con tendenza ad assumere sfumature azzurrine alla base nei maschi, mentre le zampe sono di colore grigio-rosato in ambedue i sessi: gli occhi sono di colore azzurro intenso nelle femmine e violaceo nei maschi.

## Biologia

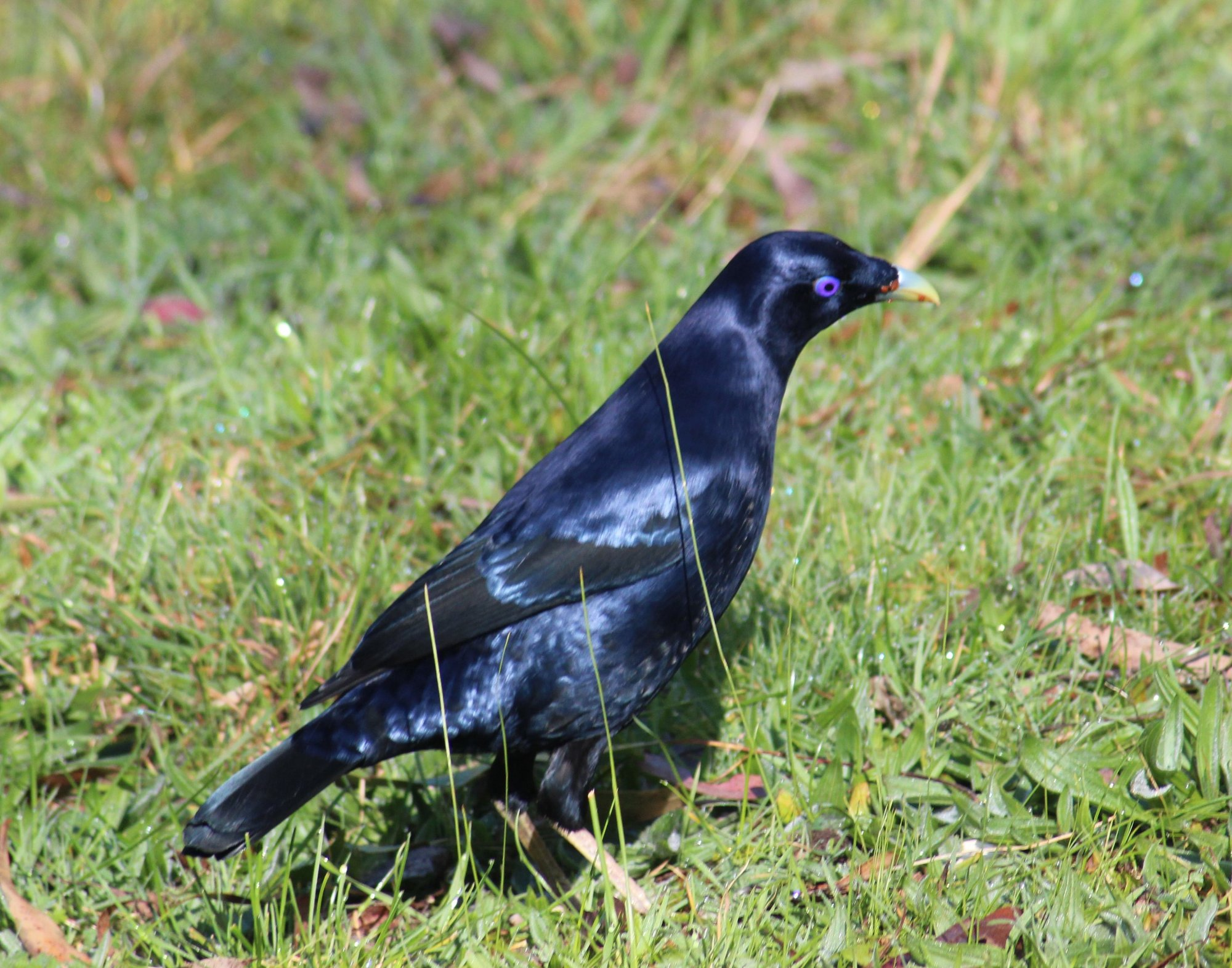
Maschio al suolo.

L'uccello giardiniere satinato è un animale dalle abitudini di vita essenzialmente diurne, che passa gran parte della giornata al suolo (questi uccelli presentano infatti abitudini di vita molto più terricole rispetto agli altri uccelli giardiniere) o fra i rami di alberi e arbusti, muovendosi perlopiù da solo, sebbene dopo la stagione degli amori sia possibile osservarne piccoli stormi formati dalle femmine coi giovani: i maschi adulti, invece, sono maggiormente solitari, diventando inoltre territoriali e aggressivi coi conspecifici dello stesso sesso durante la stagione degli amori.
Si tratta di uccelli generalmente silenti: durante la stagione riproduttiva, tuttavia, i maschi divengono molto vocali, al duplice scopo di attrarre potenziali compagle e di tenere alla larga eventuali intrusi o rivali, emettendo dei caratteristici versi gracchianti che ricordano un gatto che soffia o un foglio di carta che viene strappato.

### Alimentazione

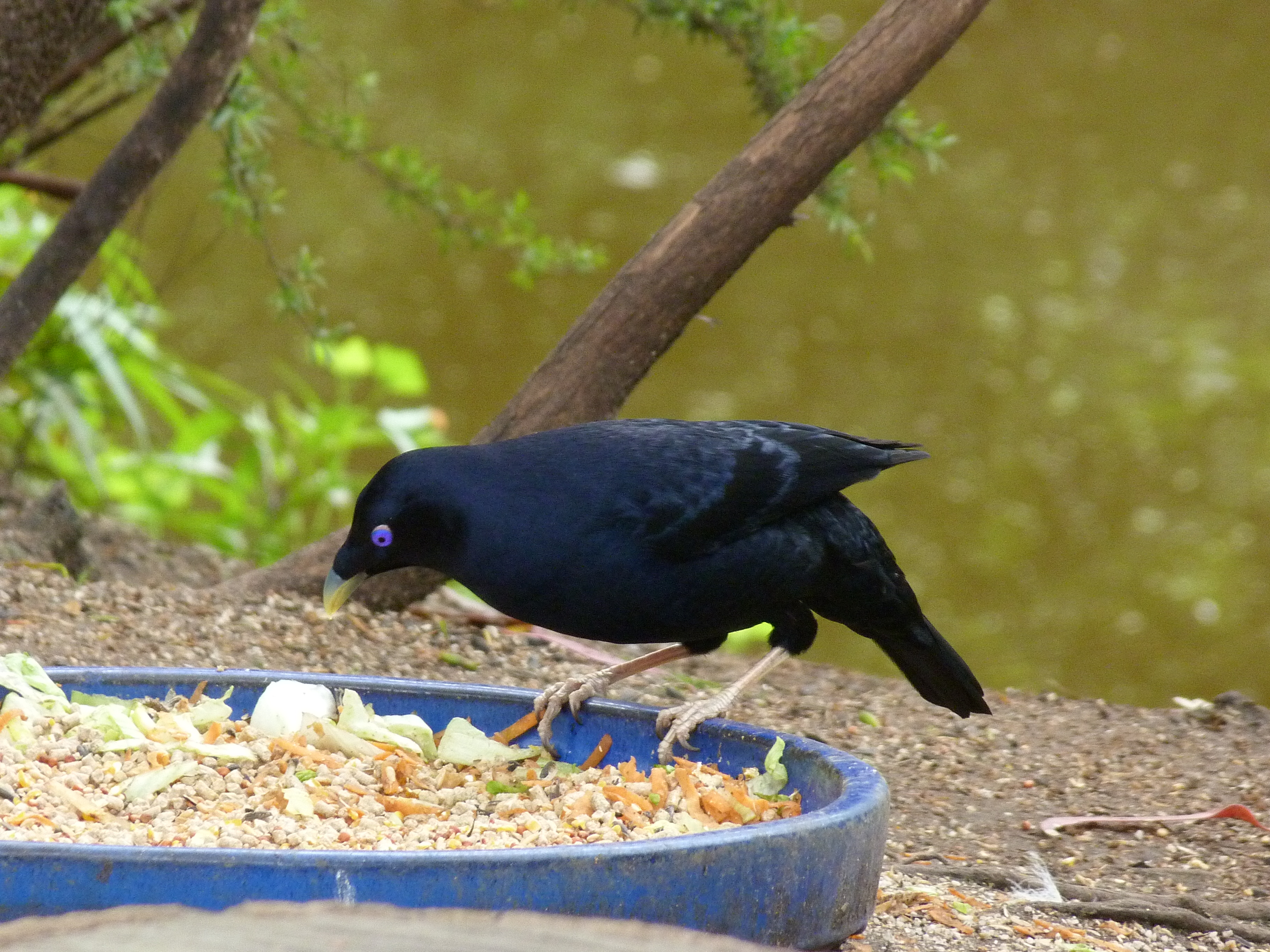
Maschio a una mangiatoia a Merimbula.

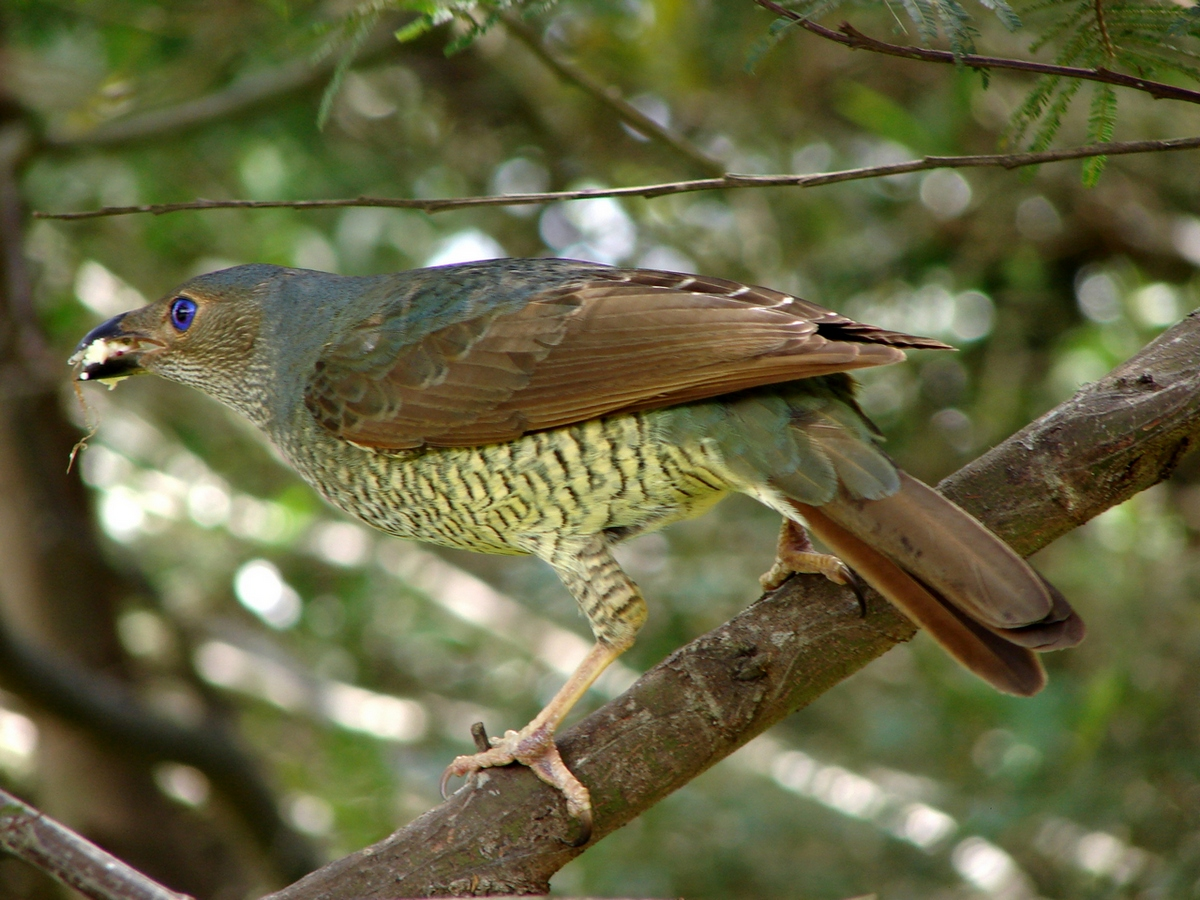
Femmina si alimenta nel Queensland.

La dieta dell'uccello giardiniere satinato è in larga parte frugivora, componendosi perlopiù di piccoli frutti e bacche maturi: in virtù di ciò, questi uccelli risultano ottimi dispersori di una quantità di piante autoctone e non, come il ligustro, l'olivo e la canfora.

Oltre che di frutta, questi uccelli si cibano anche di materiali di origine vegetale, come fiori (mangiando i quali assumono anche il nettare), foglie e granaglie: una parte della loro dieta, inoltre (soprattutto durante il periodo degli amori, quando il fabbisogno energetico risulta aumentato dalle attività connesse alla riproduzione), è composta da insetti, soprattutto cicale, coleotteri e cavallette.
A differenza degli altri uccelli giardiniere (molte specie dei quali sono spesso osservabili mentre si nutrono in stormi misti con altre specie dalle abitudini di vita simili), quelli satinati sono piuttosto aggressivi, scacciando dai propri siti di alimentazione altri animali presenti, conspecifici e non.

### Riproduzione
La stagione riproduttiva va dalla fine di agosto a gennaio: durante questo periodo, i maschi cercano di accoppiarsi col maggior numero possibile di femmine (poliginia), non partecipando però a nessuna attività riproduttiva oltre al corteggiamento.

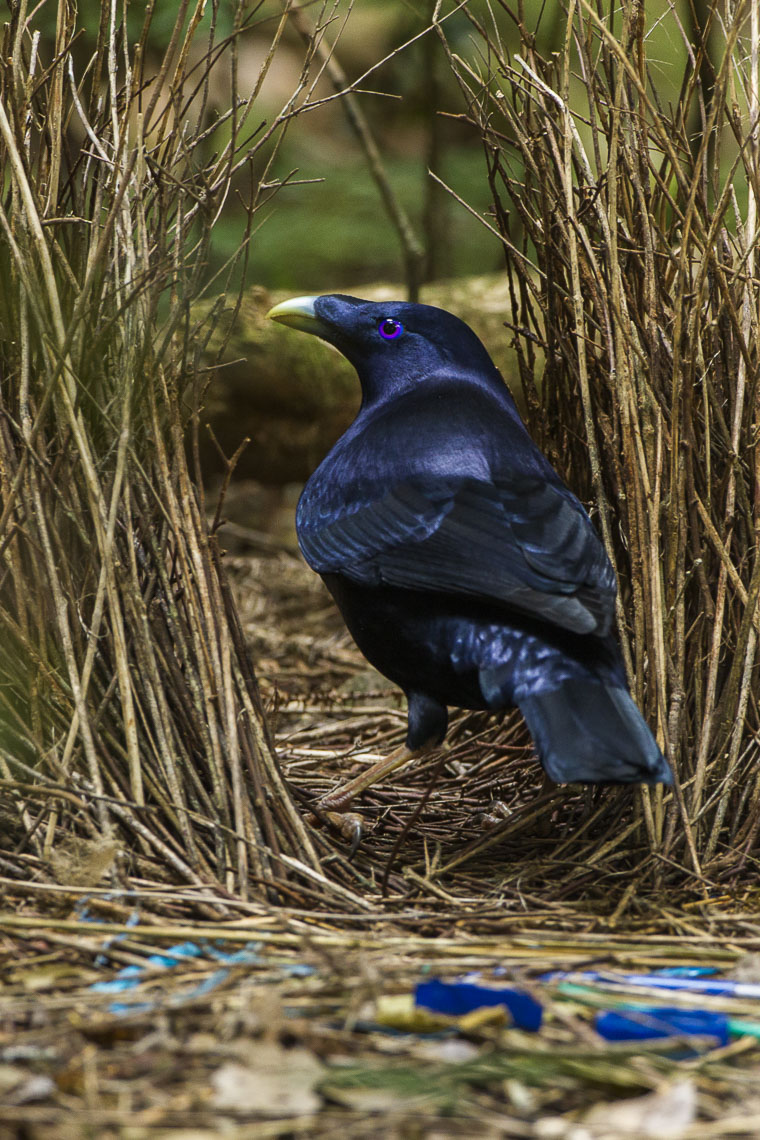
Maschio nel suo pergolato.

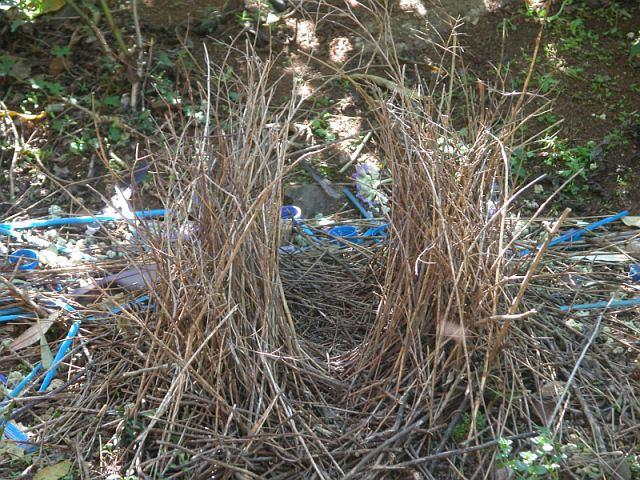
Pergolato nel Queensland.

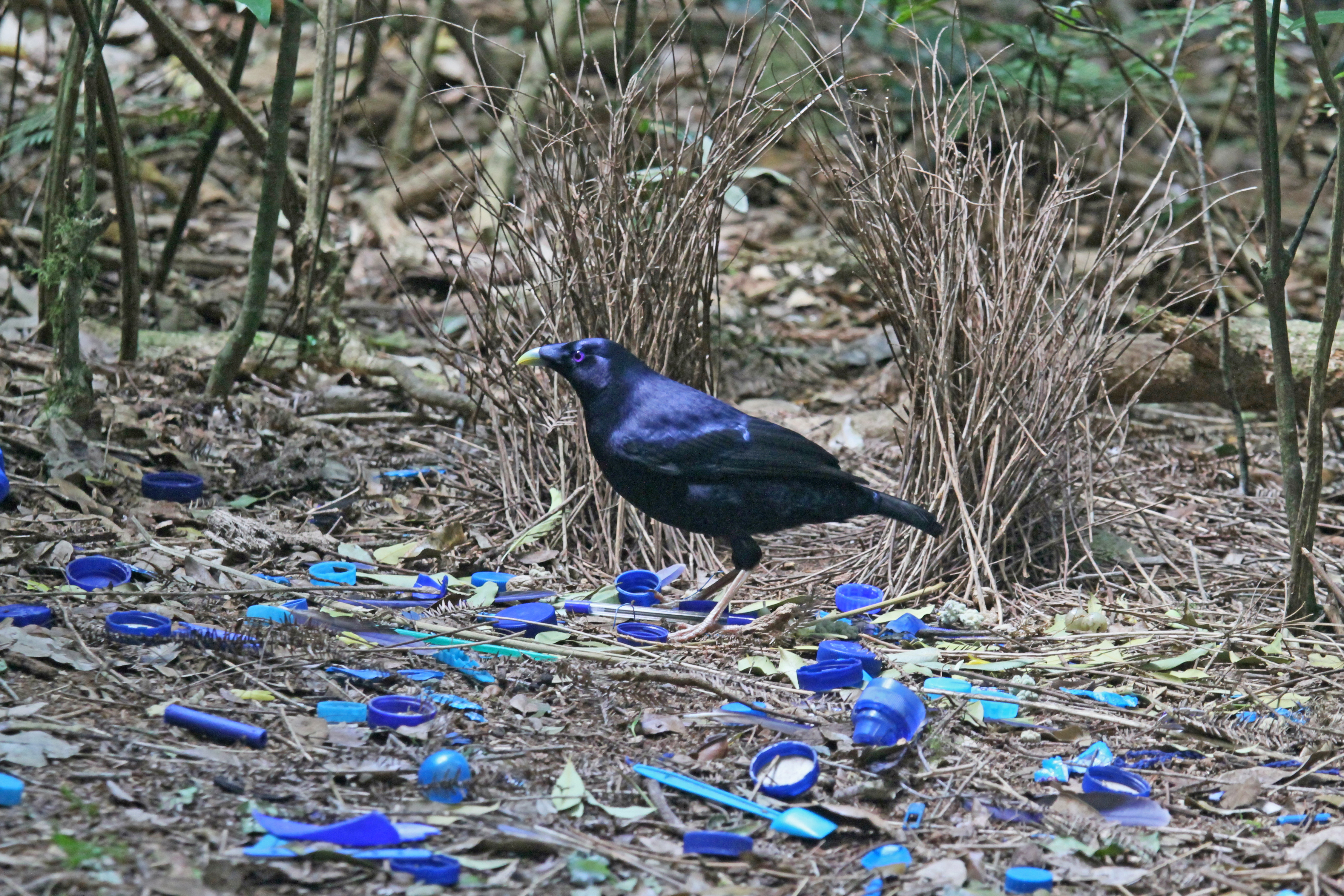
Maschio controlla i dintorni del pergolato, disseminati di oggetti colorati.

Il maschio, in vista del periodo degli amori, comincia a costruire al suolo una struttura elaborata a forma di vialetto, utilizzando allo scopo rametti piantati verticalmente nel terreno per le pareti o giustapposti orizzontalmente per il pavimento: nell'area circostante (che viene accuratamente ripulita da sassolini ed altri detriti), il maschio posiziona con cura oggetti luccicanti e colorati, favorendo quelli di colore blu man mano che invecchia. Fra questi oggetti vi possono essere sia materiali di origine naturale (come bacche, coleotteri iridescenti morti, ossicini, conchiglie) che artificiale (pezzetti di plastica, penne, stracci, mollette), scegliendoli e piazzandoli con cura a seconda del proprio gusto personale, non di rado percorrendo anche grandi distanze per reperirli e rubandoli alle costruzioni di altri maschi.
Dopo aver costruito il proprio pergolato, il maschio staziona nei pressi, nascosto fra la vegetazione, vocalizzando insistentemente per attrarre le femmine: all'arrivo di una di esse, il maschio si palesa, seguendola con le ali abbassate e le penne arruffate ed esibendosi in movimenti sincopati mentre la potenziale partner visita la struttura.

Le femmine tendono a visitare le varie strutture nuziali dell'area a più riprese, sia quando i maschi sono presenti che quando sono assenti: una volta scelto il partner col quale accoppiarsi, la femmina semplicemente si lascia montare durante la visita al pergolato del prescelto. Non di rado, le femmine si fidelizzano ai maschi (che a loro volta cercano di piazzarsi sempre negli stessi territori durante la stagione degli amori), visitandoli anno dopo anno.

Le femmine giovani tendono a valutare principalmente l'estetica del pergolato nuziale per decidere con quale maschio accoppiarsi, mentre quelle più mature danno via via più spazio alle danze nuziali, che solitamente mettono in allarme le giovani femmine, al punto di indurle in alcuni casi alla fuga.

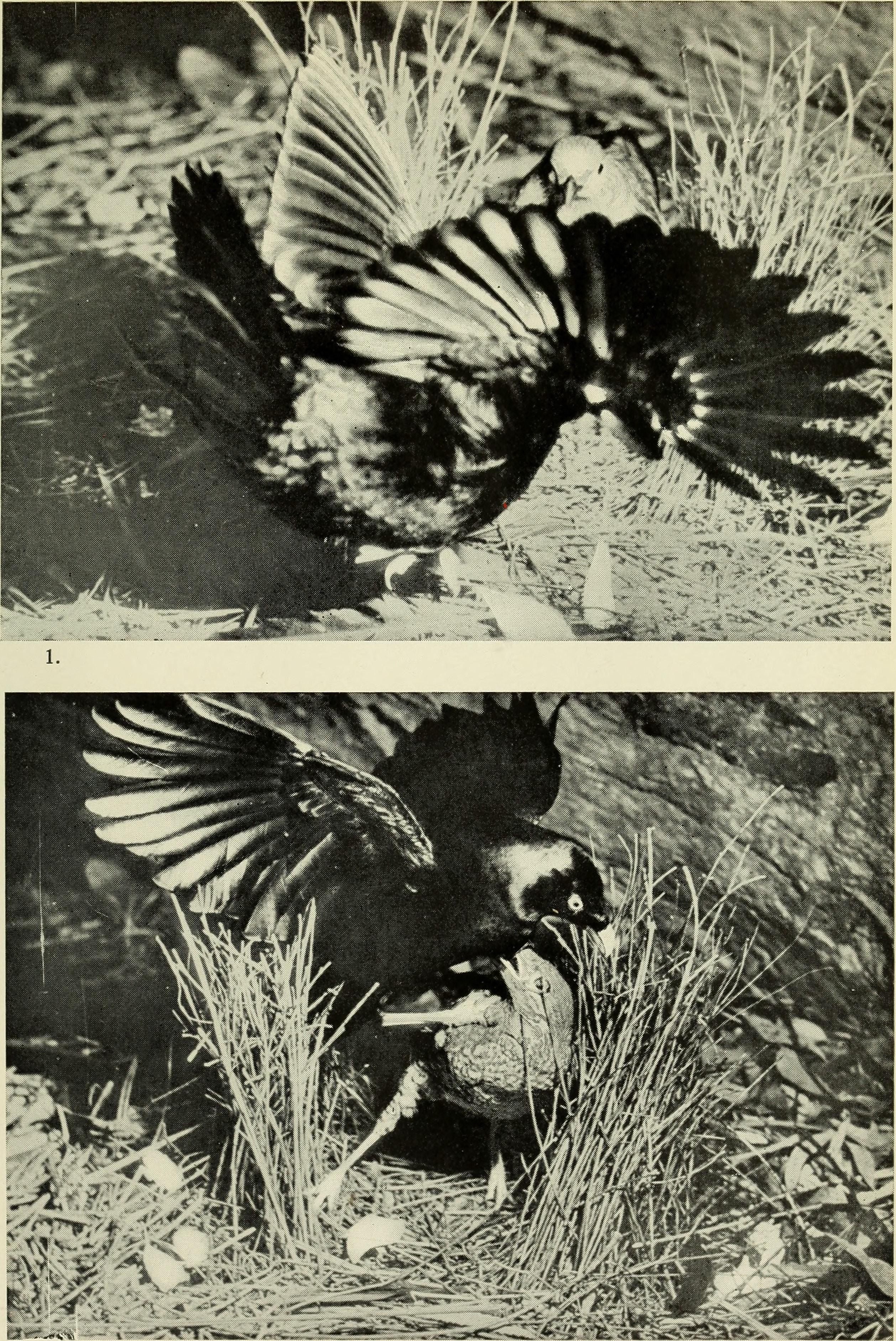
Accoppiamento.

Dopo l'accoppiamento, i due sessi si separano: il maschio ritorna nel proprio nascondiglio fra la vegetazione, mentre la femmina si accinge a costruire il nido.

Quest'ultimo, a forma di coppa, viene edificato con rametti e fibre vegetali, foderandone l'interno con foglie morte, sul ramo di un albero: al suo interno, la femmina depone 1-3 grosse uova di color bianco-crema con screziature brune, che essa provvede a covare in solitudine per circa tre settimane, al termine dei quali schiudono pulli ciechi ed implumi.

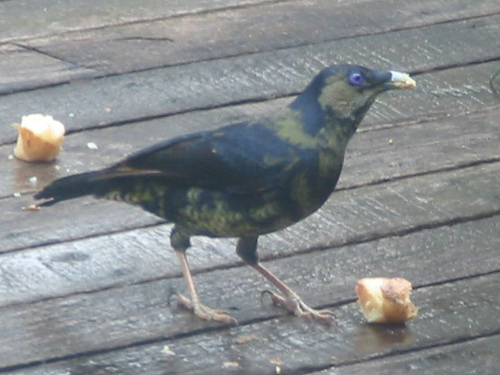
Giovane maschio dal piumaggio incompleto.

La femmina si occupa da sola di accudire la prole: i piccoli, abbondantemente imbeccati con insetti ed altri invertebrati, divengono in grado d'involarsi a circa tre settimane dalla schiusa, ma continuano a seguire la femmina durante i suoi spostamenti (chiedendole l'imbeccata, sebbene sempre più sporadicamente man mano che crescono) ancora per un paio di mesi, allontanandosene in maniera definitiva e disperdendosi verso la fine dell'autunno australe (maggio-giugno).
La maturità sessuale viene raggiunta attorno ai tre anni di vita, tuttavia solo le femmine riescono a riprodursi a quell'età, mentre i maschi cominciano a mutare il piumaggio (che diverrà quello tipico altamente dimorfico) e diverranno in grado di riprodursi con successo solo attorno ai 7-8 anni di vita.

Gli uccelli giardiniere satinati sono fra i passeriformi più longevi, vivendo anche una decina d'anni in natura e raggiungendo i 26 anni di vita in cattività.

## Distribuzione e habitat

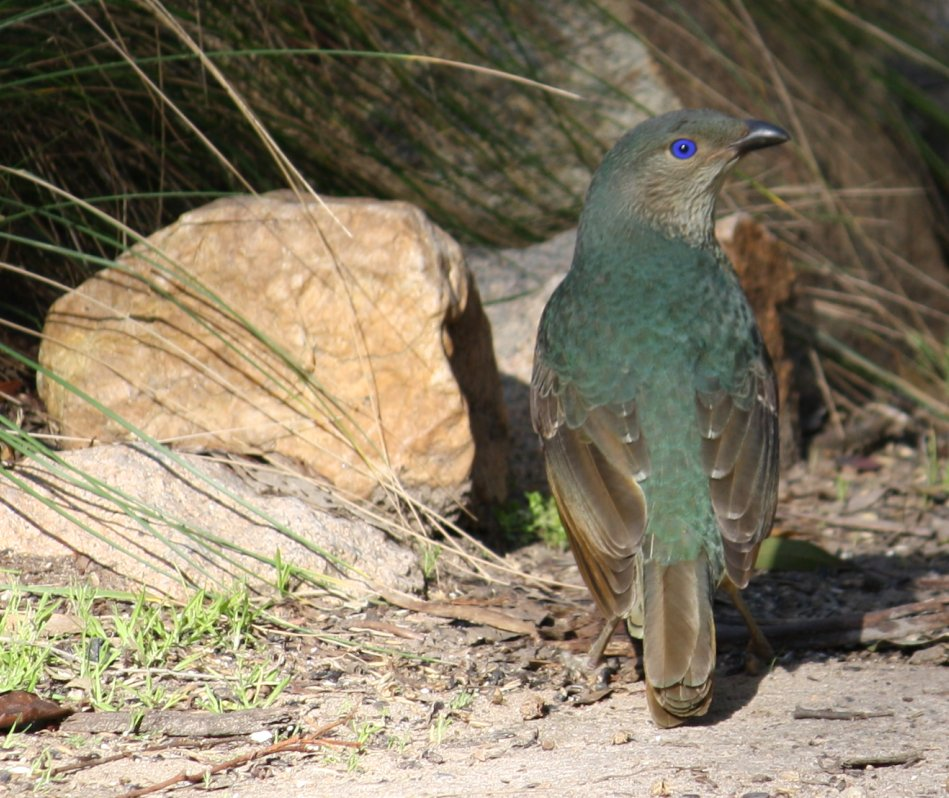
Femmina al suolo nel Victoria.

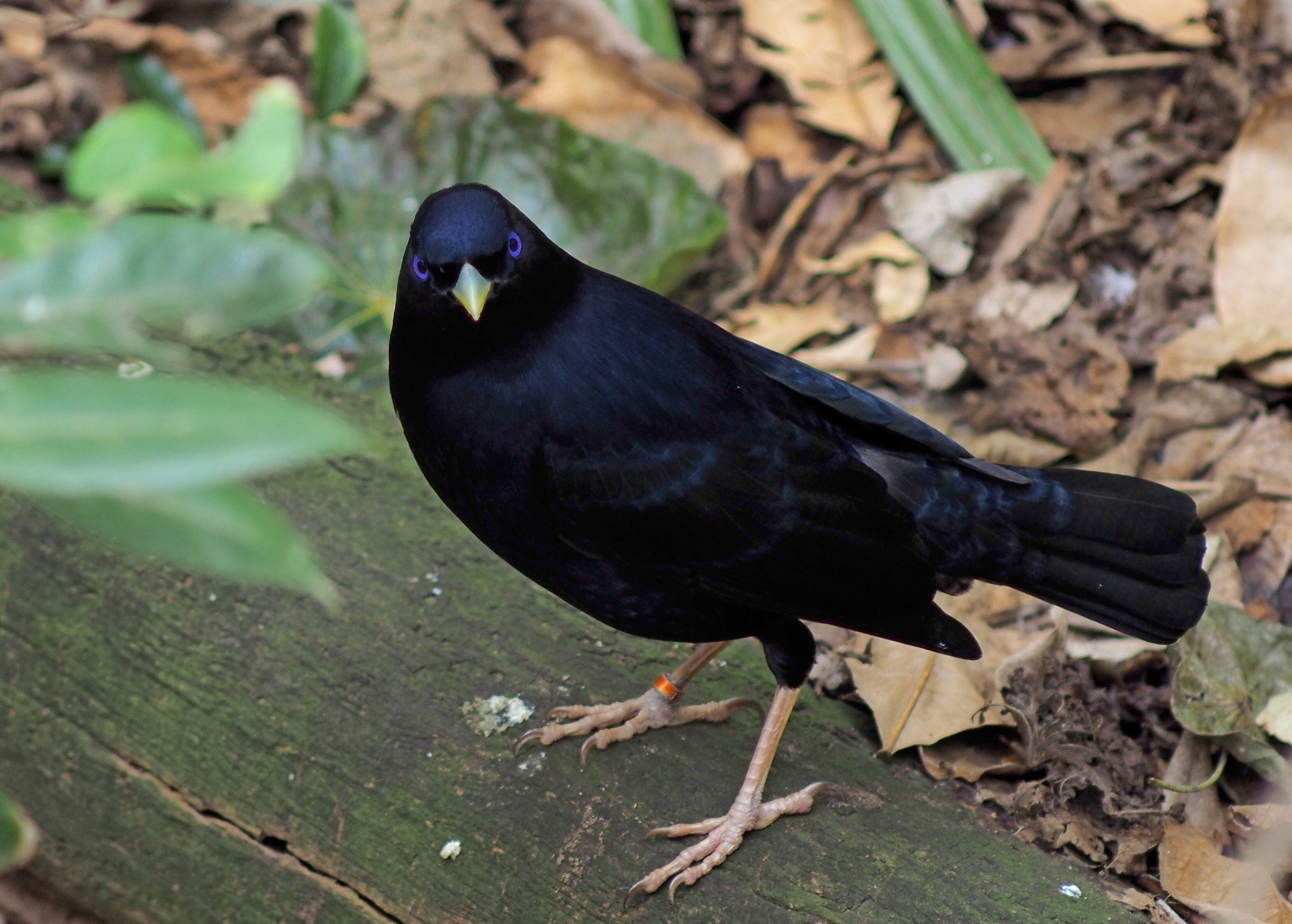
Maschio al suolo a Ipswich.

L'uccello giardiniere satinato è endemico dell'Australia, della quale popola una stretta fascia costiera (non più di 250 km nel suo punto di maggiore estensione verso l'interno) che comprende due tronconi, uno settentrionale (corrispondente all'areale della sottospecie minor) situato nel nord-est del Queensland, che va dal sud di Cooktown all'entroterra di Ingham, ed uno più esteso e meridionale che spazia da Rockhampton all'entroterra di Melbourne, nel Victoria.
La specie è generalmente residente nell'ambito del proprio areale di diffusione: le popolazioni diffuse nella foresta più folta, tuttavia, possono spostarsi verso aree più aperte.
L'habitat di questi uccelli è rappresentato dalla foresta pluviale tropicale e temperata, con predilezione per le aree di margine fra foresta primaria e secondaria: questi uccelli si spingono anche nelle aree adiacenti più aperte, come la foresta a sclerofillo, ed in quelle antropizzate, come le piantagioni e le coltivazioni.

## Tassonomia
Se ne riconoscono due sottospecie:

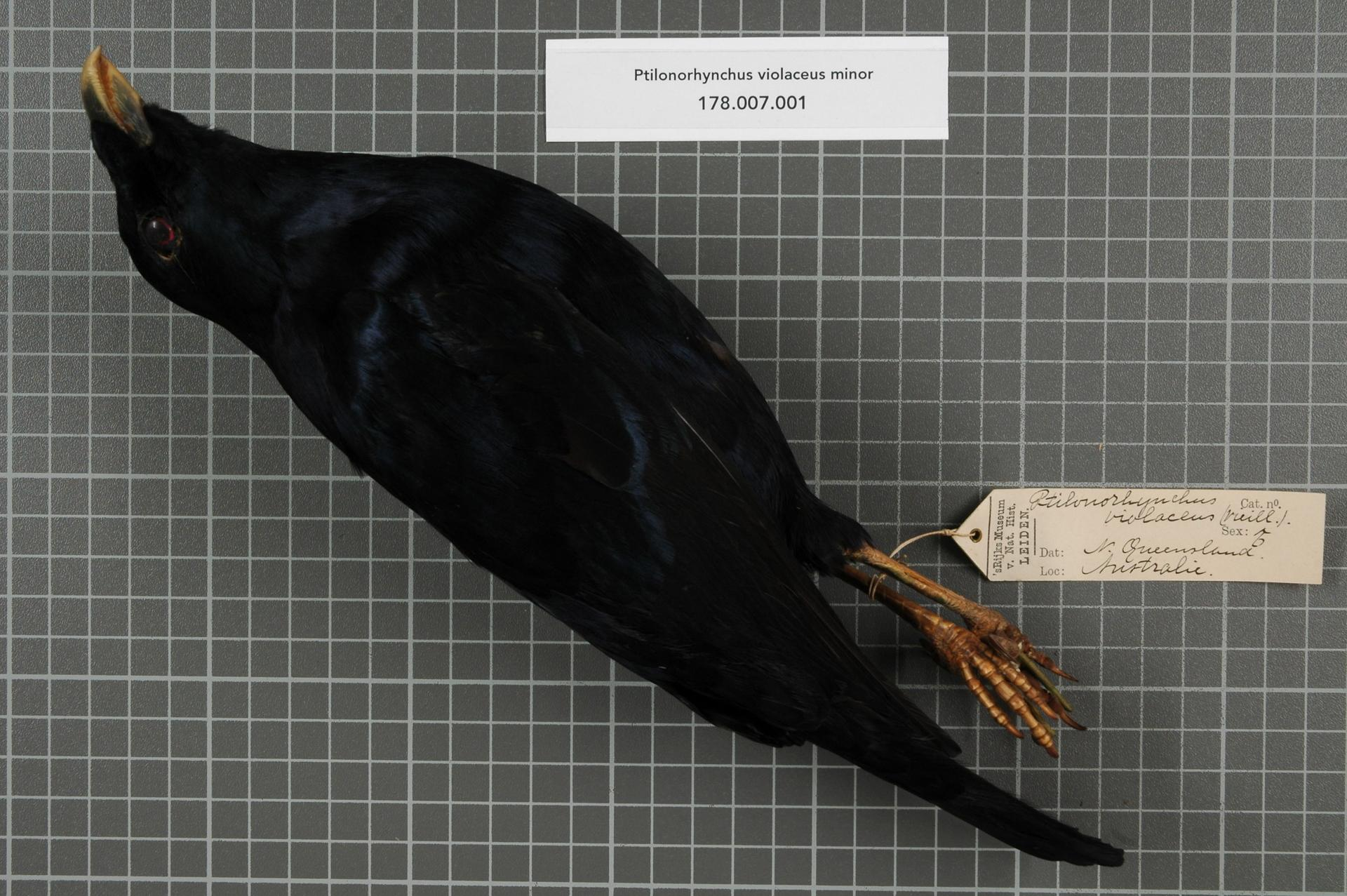
Maschio impagliato della sottospecie minor.

- Ptilonorhynchus violaceus violaceus (Louis Pierre Vieillot, 1816) - la sottospecie nominale, diffusa nella stragrande maggioranza dell'areale occupato dalla specie;
- Ptilonorhynchus violaceus minor Campbell A. J., 1912 - diffusa nell'estremo nord-est dell'areale occupato dalla specie (i tropici del Queensland);

Nell'ambito della famiglia Ptilonorhynchidae, il genere monotipico Ptilonorhynchus rappresenta un clade intermedio fra Chlamydera (del quale è un sister taxon) e Sericulus.

L'uccello giardiniere satinato si ibrida con l'uccello giardiniere testadorata, dando prole che in passato è stata classificata come specie a sé stante, l'uccello giardiniere di Rawnsley.